# 新里正武
新里正武（しんざと まさたけ）は、朝鮮社会主義研究会事務局長、21世紀自主フォーラム世話人。

## 経歴
1974年3月　東北大学歯学部卒業
1974年4月　東北大学歯学部小児歯科入局
1982年2月　同科退職
しんざと歯科院長
日本小児歯科学会会員
日本小児歯科学会認定医
沖縄社会大衆党中央執行委員
沖縄社会大衆党政策審議委員
沖縄社会大衆党宜野湾市部長

## 人物
- 金日成・金正日主義研究 168号に「沖縄の基地問題の解決は朝鮮との連帯が不可欠」と題する記事を寄稿[2]。
- 2014年2月15日に金正日の誕生72周年に際し、金日成・金正日主義研究全国連絡会準備会主催、チュチェ思想国際研究所後援で東京で開催された金日成・金正日主義研究全国連絡会結成集会ならびに記念講演会にて、金日成・金正日主義研究沖縄連絡会代表の佐久川政一教授の代理として挨拶を行う[3]。